# タニス
タニス（古代ギリシア語: Τάνις）は古代エジプトのナイル川デルタの北東部に存在した都市である。古代エジプトでは Djanet と呼ばれていた。現代のエジプトでは Ṣān al-Ḥaǧar（アラビア語: صان الحجر）と呼ばれている。ナイル川の支流に面していたが、その流れはずっと以前に泥の堆積でふさがっている。

## 歴史

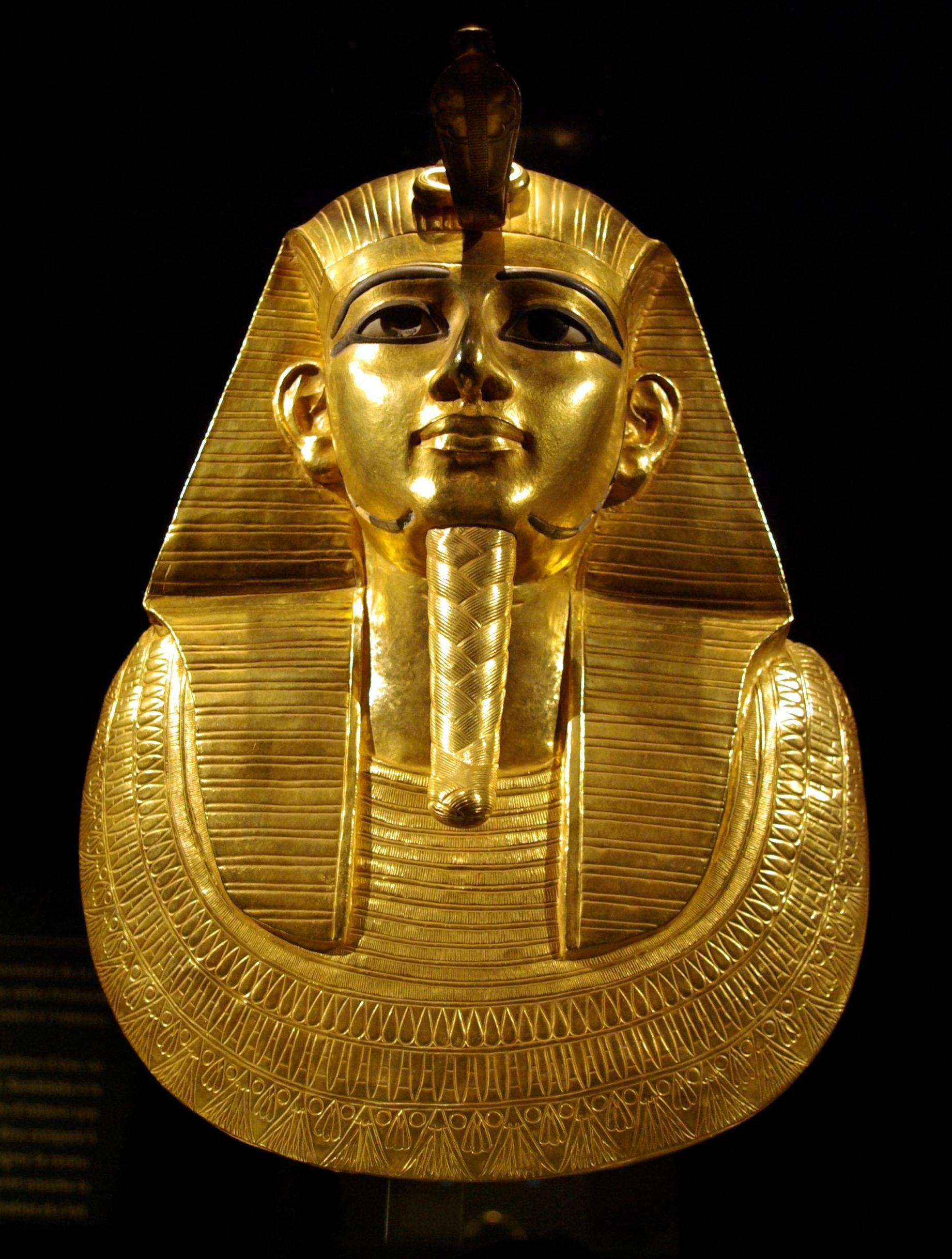
プスセンネス1世の黄金のマスク

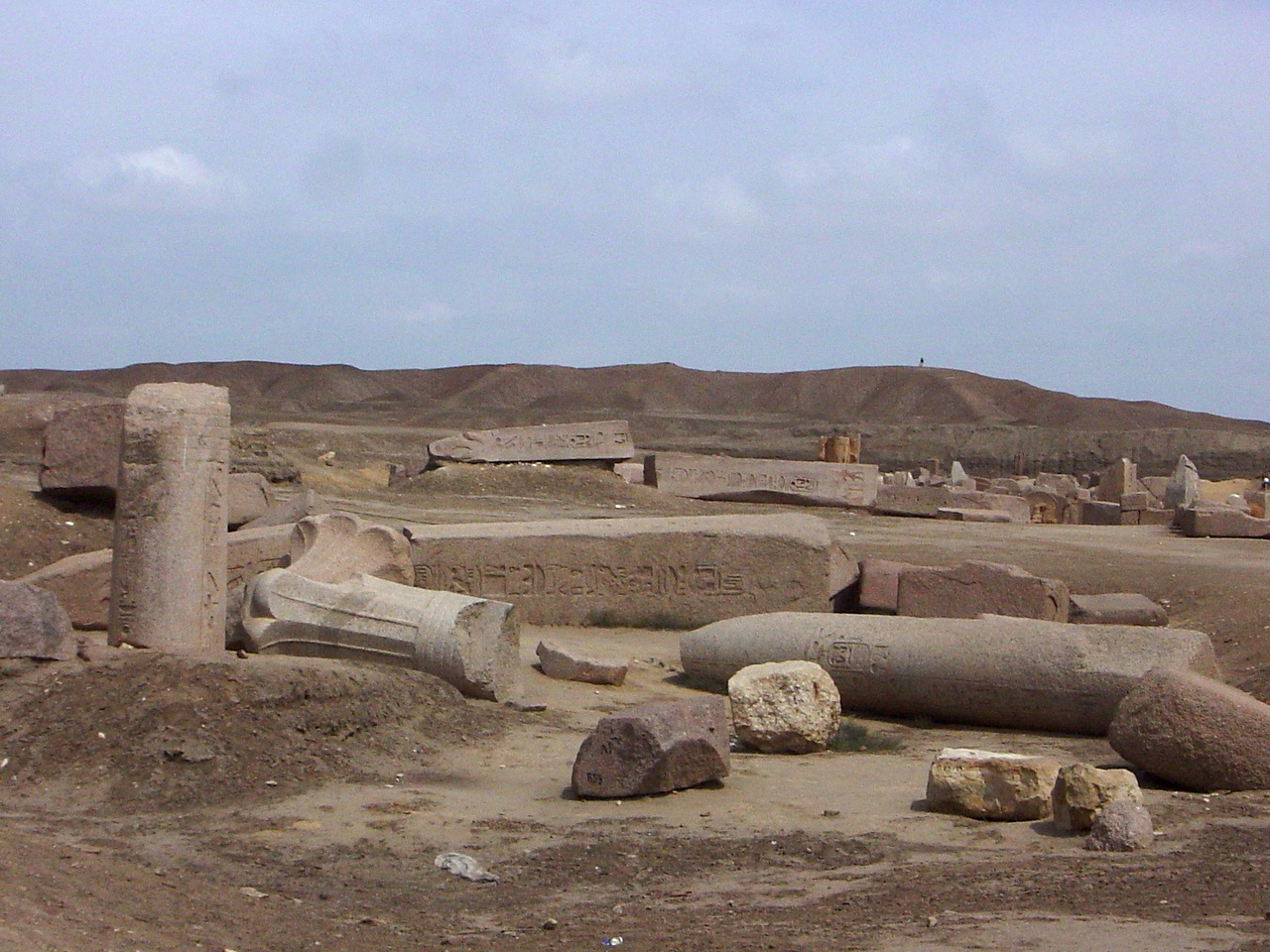
現代のタニスの様子

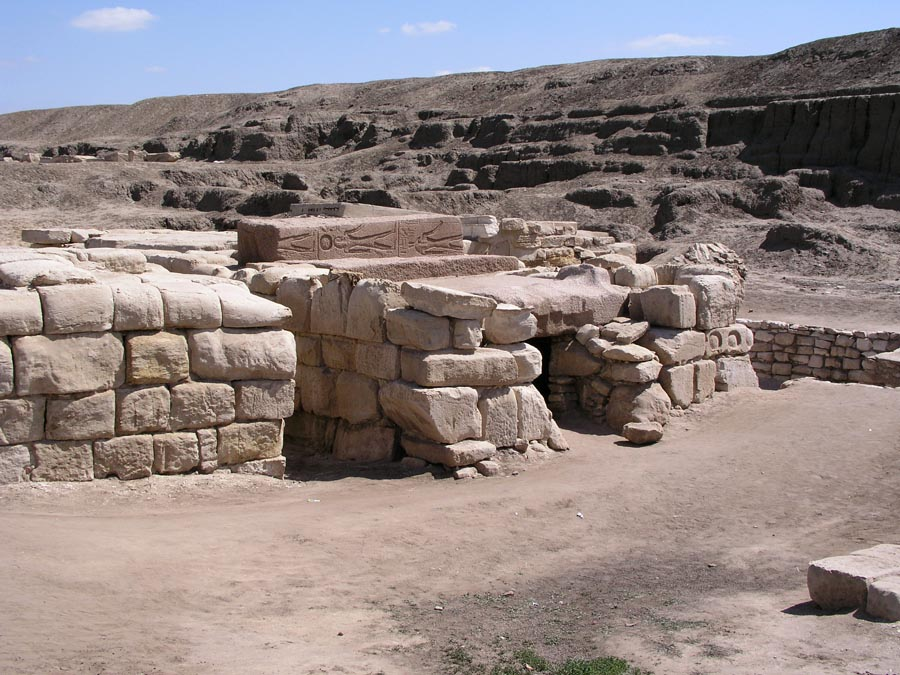
タニスの王墓

タニスはエジプト第20王朝末期に建設され、続くエジプト第21王朝の北方の首都となった。タニスは第21王朝の始祖であるスメンデス1世の生まれた場所だった。エジプト第22王朝においてもタニスは政治的中心地として存続した。ただしその間、上エジプトにも対抗する王朝が存在していた。紀元6世紀にマンザラ湖の氾濫に脅かされるようになるまでは、商業都市および戦略的拠点として存続し続けたが、その後は捨てられた。タニスからの避難民が近くに建設した都市が Tennis である。

## 遺跡
例えばアメンに捧げられた大神殿などの多くの神殿とエジプト第3中間期の王家のネクロポリスの遺跡がある。タニスの様々な神殿の建設に使われた石材の多くは、ラムセス朝時代（第19・第20王朝）の都市ペル・ラムセスのものを流用している。このため、エジプト学者らは長い間ここがペル・ラムセスだと考えていた。しかし、第21王朝と第22王朝のファラオ（プスセンネス1世、アメンエムオペト、シェションク2世）の墓が盗掘を免れていたため、ここがタニスであることが判明した。それらの王墓は1939年と1940年にピエール・モンテが発見し、多数の金器、宝石、ラピスラズリなどと共にファラオの黄金のマスクも見つかった。
タニスの主神はアメン、その妻ムト、そしてその子コンスであり、三柱神を形成している。ただしこの三柱はテーベのものと全く同じであり、そのことからタニスを「北のテーベ」とも呼ぶ。
2009年、エジプト文化省はタニスのムト神殿で聖なる池が発見されたと発表した。この池は石灰岩のブロックでできており、長さ15メートル、幅12メートルある。地面から12メートル掘ったところで見つかったもので、保存状態がよい。タニスでは以前にも1928年に別の聖なる池が見つかっている。

## レイダース
映画『レイダース/失われたアーク《聖櫃》』では、契約の箱はタニスの秘密の地下室にあるという設定になっていた。また、タニスはドイツの遠征隊が1936年に発見したことになっていたが、史実とは異なる。実際には、タニスの考古学的な発掘は19世紀から始まっており、フリンダーズ・ピートリーやオギュスト・マリエットが関与している。

## 参考文献

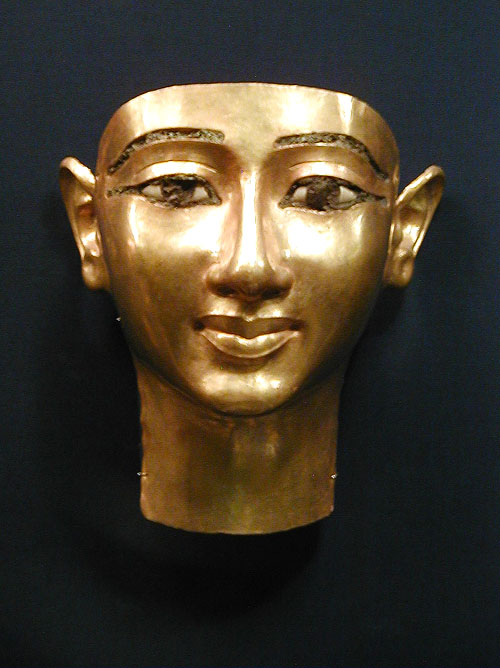
Wendebauendjed の黄金のマスク
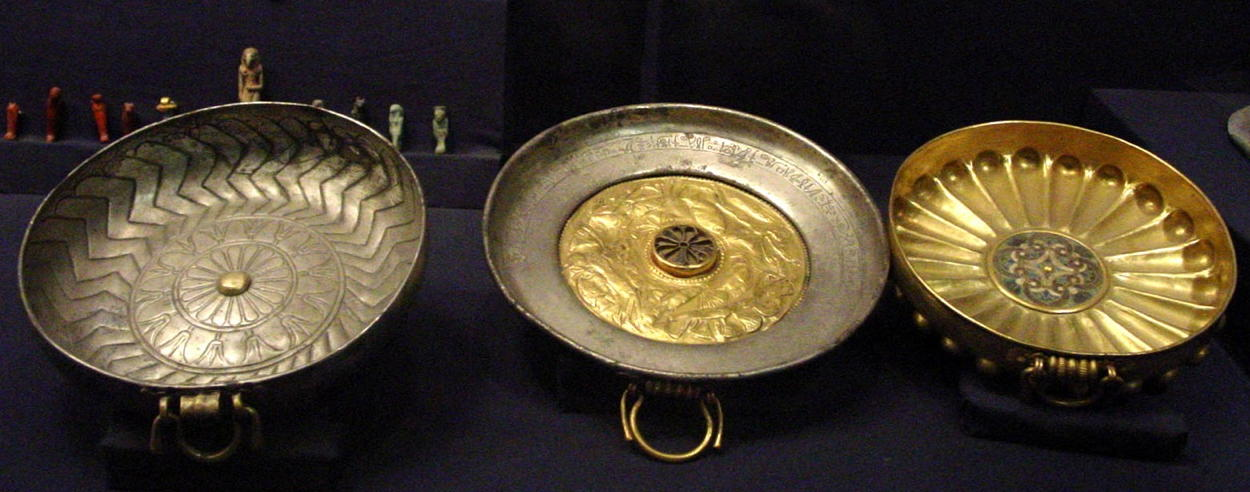
Wendebauendjed の杯（タニスで出土）
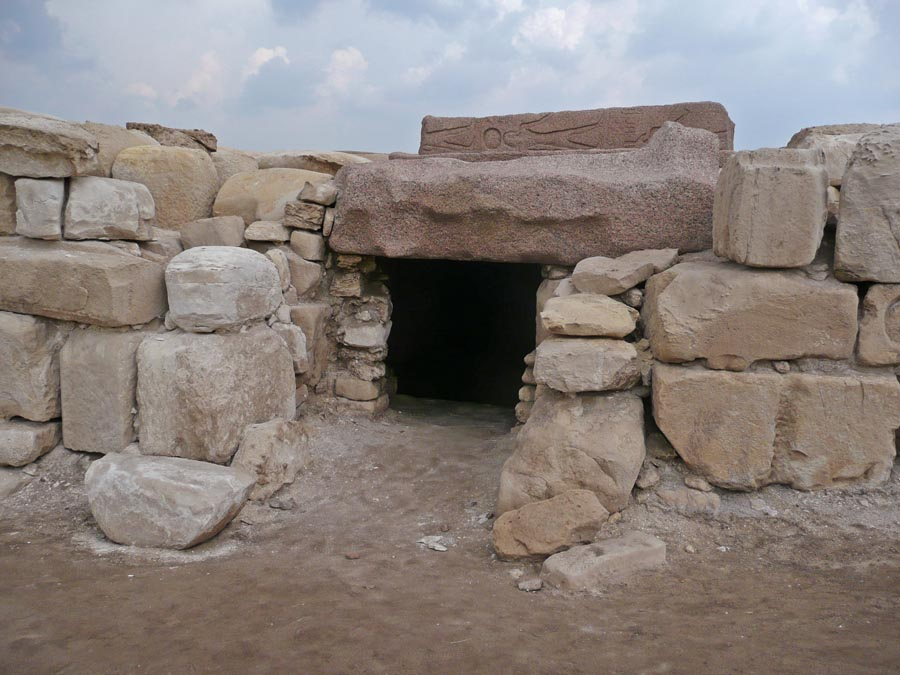
ファラオ オソルコン2世の墓（タニス）